# بيريمونت (باد كاليه)
بيريمونت، باد كاليه (بالفرنسية: Pierremont)‏ هي بلدية تقع في إقليم باد كاليه من منطقة نور با دو كاليه في شمال فرنسا. تبلغ مساحة هذه المدينة 6.14 (كم²)، وترتفع عن سطح البحر 114 م، يبلغ عدد سكانها 269 نسمة حسب إحصاء المعهد الوطني للإحصاء والدراسات الاقتصادية سنة 2009 م. وترأس Claudy Lhomme البلدية خلال فترة (2008-2014).